# Perspektywa sferyczna

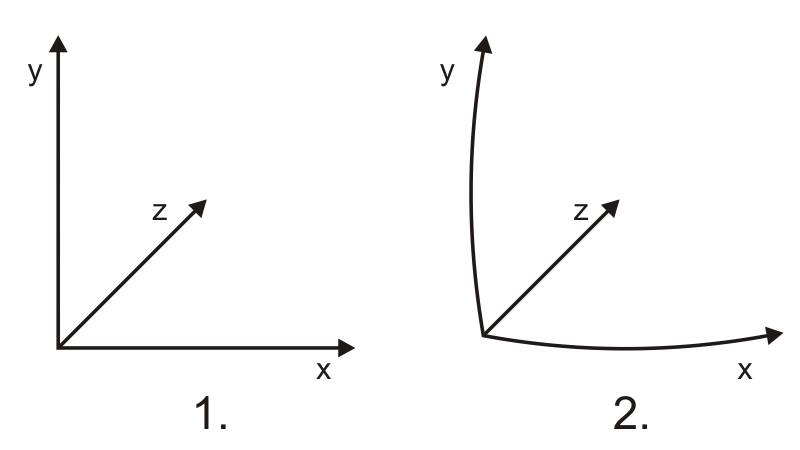
przykład osi współrzędnych w perspektywie linearnej 1. i w perspektywie sferycznej 2..

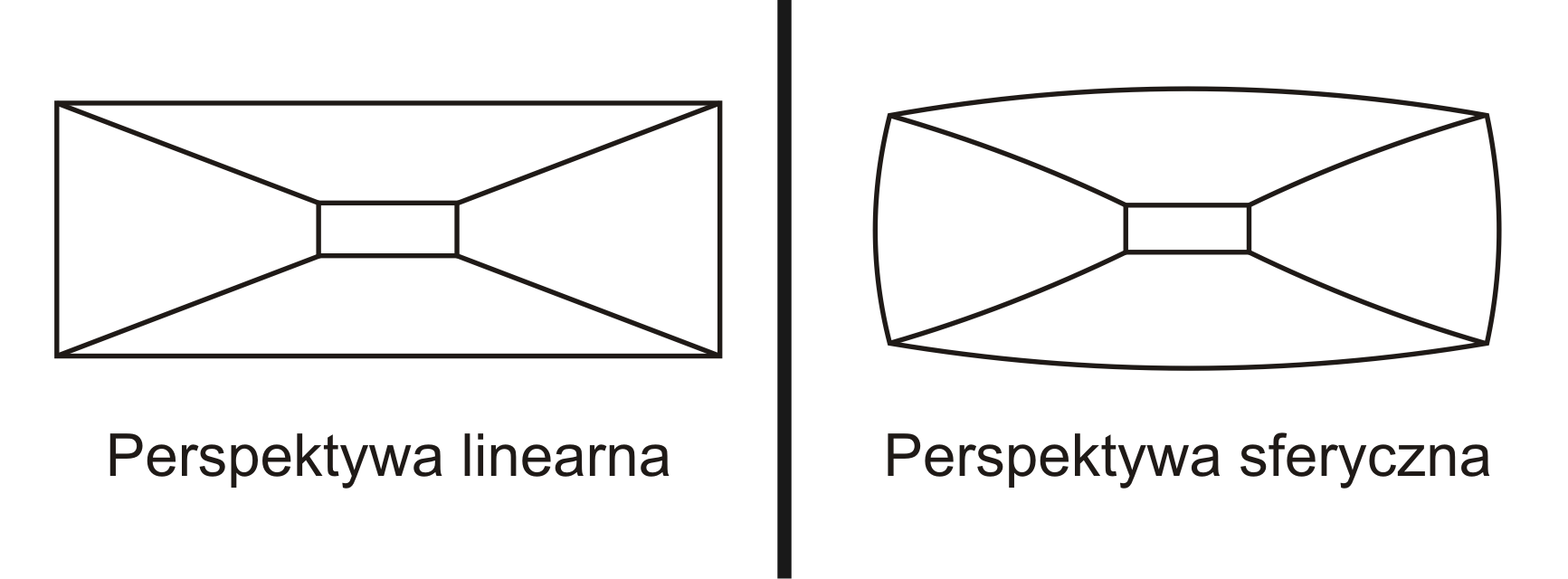
przykład korytarza w perspektywie linearnej i sferycznej

Perspektywa sferyczna − stanowi rozszerzenie perspektywy linearnej o działanie efektu głębi we wszystkich kierunkach przestrzeni x, y i z.
Tzn. wraz z oddalaniem od środka obrazu, obiekty "zmniejszają się" wzdłuż osi x i y oraz do środka wzdłuż osi z.
Perspektywa sferyczna kieruje się prostą zasadą, im szerszy kąt widzenia, tym obiekty znajdujące się dalej środka obrazu są bardziej zniekształcone.
Teorię tę wyjaśnia prosta zależność:
Rysunek 1 przedstawia ścianę (1) i obserwatora (2) z rzutu górnego.
Odległości a i c między obserwatorem a ścianą są większe, niż odległość b, dlatego przyjmując zasadę, że im obiekt znajduje się dalej, tym jest on mniejszy, to obiekty znajdujące się bliżej krawędzi obrazu powinny ulegać "zmniejszeniu".
Rysunek 2 przedstawia tę samą sytuację ale z perspektywy obserwatora.
Obraz wygenerowany tą metodą jest najbardziej zbliżony do obrazu przestrzeni, jaki tworzy ludzkie oko.
Zależność ta nie jest praktycznie zauważalna z dużej odległości, bądź spod wąskiego kąta widzenia.